# 地獄之家
《地獄之家》（英語：Hell's House）是一部1932年的美國前法典荷里活電影，由霍華德·希金執導，主演是朱尼爾·德金和比提·戴維斯。Paul Gangelin和B. Harrison Orkow編劇，故事設定在禁酒時代的衰落時期。

## 劇情
變成孤兒的Jimmy Mason被他的姨媽Emma和叔叔Henry收養後，他遇到了他們的寄宿者Matt Kelly，Kelly以自吹自擂和所謂的政治關係給年輕人留下深刻的印象，不過事實上他是一名私酒販。
當這名男孩受Kelly僱用作為僱員而拒絕在警察突襲期間辨認他的老闆時，他的生活受到了干擾，他被判處在少年感化院受三年苦役，他在那裡與一位名叫Shorty的多病男孩交朋友，Shorty最終被送去單獨監禁。
當Jimmy意識到自己的新朋友病得很重，急需醫療照顧時，他逃跑並去了Kelly和他的女朋友Peggy Gardner尋求幫助。Peggy與報紙專欄作家Frank Gebhardt聯繫，他渴望揭露州立工業學校的環境情況。
當局在Gebhardt的辦公室發現Jimmy，但在他們逮捕他之前，Kelly承認他自己參與非法私酒活動，而男孩被釋放。他發現Shorty已經死了，受到一個腐敗體系而迫害。

## 演員

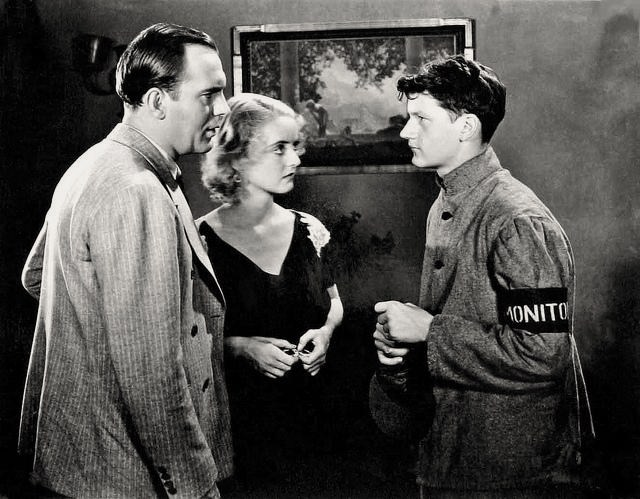
左至右：帕特·奧布賴恩、比提·戴維斯和朱尼爾·德金

- 比提·戴維斯 飾 Peggy Gardner
- 帕特·奧布賴恩（英语：Pat O'Brien (actor)） 飾 Matt Kelly
- 朱尼爾·德金 飾 Jimmy Mason
- 小法蘭克·柯格蘭（英语：Junior Coghlan） 飾 Shorty
- 愛瑪·鄧恩（英语：Emma Dunn） 飾 Emma Clark
- 查理·格普溫（英语：Charley Grapewin） 飾 Henry Clark
- 摩根·華萊士（英语：Morgan Wallace） 飾 Frank Gebhardt
- 霍伯·阿奇萊（英语：Hooper Atchley） 飾 Captain Of The Guard
- 沃利斯·克拉克（英语：Wallis Clark） 飾 Judge Robinson
- 詹姆斯·馬庫斯（英语：James Marcus (American actor)） 飾 Charles Thompson

## 外部連結
- 互联网电影数据库（IMDb）上《地獄之家》的资料（英文）
- AllMovie上《地獄之家》的资料（英文）
- TCM电影资料库上《地獄之家》的资料（英文）
- 美国电影学会目录上的《Hell's House》（英文）
- 收藏的影片《地獄之家》[更多内容]